# Ljungskile
Ljungskile là một khu đô thị ở các quận của Västra Götaland ở Thụy Điển .
Nó nằm trong đô thị Uddevalla.